# Oligodon maculatus
Espèce
Synonymes
- Holarchus maculatus Taylor, 1918

Statut de conservation UICN

 LC  : Préoccupation mineure
Oligodon maculatus est une espèce de serpent de la famille des Colubridae.

## Répartition
Cette espèce est endémique de Mindanao aux Philippines.

## Description
L'holotype de Oligodon maculatus mesure 299 mm dont 59 mm pour la queue. Cette espèce a le tête et le dos lavande clair. Son dos est marqué d'une série de 33 larges taches brun noirâtre s'étendant latéralement jusqu'à son ventre. Sa tête présente plusieurs taches ou rayures dont une passant par ses yeux. Sa gorge est tachetée de sombre. Sa face ventrale est jaune.

## Étymologie
Son nom d'espèce, du latin maculatus, « tacheté », lui a été donné en référence à sa livrée.

## Publication originale
- Taylor, 1918 : Two new snakes of the genus Holarchus with descriptions of other Philippine species. The Philippine Journal of Science, vol. 13, n. 6D, p. 359-369 (texte intégral).